# Stenoxia conformens
Stenoxia conformens là một loài bướm đêm trong họ Noctuidae.